# José Luccioni
José Luccioni (Bastia, 14 ottobre 1903 – Marsiglia, 5 ottobre 1978) è stato un tenore francese, originario della Corsica. Possedeva una delle migliori voci drammatiche degli anni 1930 e 1940.
Inizialmente pilota e meccanico per la casa automobilistica Citroën, la sua voce venne scoperta durante il servizio militare. Studiò canto a Parigi con i celebri tenori Léon David and Léon Escalais e debuttò a  Rouen come Cavaradossi in Tosca nel 1931. Durante la stagione 1932-33 debuttò sia al Palais Garnier che all'Opéra-Comique, dove ottenne particolare successo come Don José in Carmen, un ruolo che si stima abbia cantata circa 500 volte nel corso della carriera.
Cantò in molti teatri europei, trascorrendo in Italia gran parte del periodo 1935-37, apparendo a Firenze, Torino e Verona ma soprattutto al Teatro dell'Opera di Roma. Apparve anche al Covent Garden di Londra, all'Opera di Monte Carlo, al Liceu di Barcellona e altri. Debuttò in Sudamerica al Teatro Colón di Buenos Aires nel 1936, e cantò negli Stati Uniti all'Opera di Chicago nella stagione 1937-38.
Luccioni aveva una voce straordinariamente ampia, che combinava bellezza e potenza, nella tradizione del suo grande predecessore all'Opéra di Parigi, Paul Franz (1876–1950). Era anche un raffinato attore-cantante. Tra i suoi ruoli più significativi Roland in Esclarmonde, Sansone in Sansone e Dalila, Vasco ne L'Africana, Jean in Hérodiade di Jules Massenet, Turiddu in Cavalleria rusticana, Canio nei Pagliacci, il protagonista in Andrea Chenier, Radames in Aida e Otello nell'omonima opera di Verdi. Apparve anche in alcuni film, tra cui Colomba (1947) e Le bout de la route (1948). Dopo il ritiro dalle scene, divenne direttore dell'Opera di Nizza.
Anche suo figlio, Jacques Luccioni, fu cantante operistico, prima come tenore, poi come baritono.
Luccioni lasciò molte registrazioni, e un'ampia selezione è disponibile in CD. Queste registrazioni confermano la fama di Luccioni come uno dei più eleganti tenori francesi di ogni tempo.